# Ectropis obscurata
Ectropis obscurata là một loài bướm đêm trong họ Geometridae.